# Вильяронга, Агусти
Агусти́ Вильяро́нга (кат. Agustí Villaronga; 4 марта 1953[…], Пальма — 22 января 2023, Барселона) — испанский режиссёр, сценарист и клипмейкер.

## Биография
Вильяронга, как и многие другие знаменитые режиссёры, начал свою творческую карьеру с короткометражных фильмов. Однако такие короткометражки, как «Аль-майюрка» (исп. Al mayurka) и «Лабиринт» (кат. Laberint), снятые в родных местах Вильяронги, не принесли молодому режиссёру ожидаемой известности. Однако для того, чтобы занять место среди ведущих режиссёров Испании, Вильяронге оказалось достаточно снять один фильм — «В стеклянной клетке» (1987), ставший классикой европейского кино о насилии. Фильм, начинающийся с шокирующей сцены мучения и убийства маленького мальчика, рассказывает историю о том, как насилие передаётся из поколения в поколение. Проявлением высшей степени зла и насилия в современную эпоху Вильяронга считает бесчеловечные эксперименты, которые проводились над пленными концлагерей нацистскими врачами. Один из них — главный герой фильма, бывший нацистский доктор Клаус, который пытается побороть в себе тягу к насилию, сталкивается с молодым человеком, который имеет ещё большую склонность ко злу, чем доктор-убийца.
Следующий и самый успешный на данный момент фильм Вильяронги — «Лунный ребёнок» (исп. El niño de la luna, 1989) — считается одним из самых странных фильмов испанского кино. Действие «Лунного ребёнка» происходит в антиутопическом обществе в духе Оруэлла, где маленьких детей, которые проявляют телепатические способности, собирают в секретных лабораториях для экспериментов с их даром. По фазам луны и натальным картам в этих лабораториях пытаются найти сверхчеловеческие способности у детей. Главный герой фильма, Давид, обнаруживает, что является хранителем какого-то тайного послания, которое он должен передать по назначению. В роли его матери снялась известная певица, участница группы «Dead Can Dance» Лиза Джеррард, она же вместе с Бренданом Перри написала музыку к фильму. Эта сюрреалистическая картина получила премию «Гойя» за лучший оригинальный сценарий, лучший дизайн костюмов и лучший грим и была номинирована ещё на семь премий «Гойя» 1990 года.
В 2002 году Агусти Вильяронга снял псевдодокументальный фильм «Аро Толбухин. В голове убийцы» (исп. Aro Tolbukhin. En la mente del asesino, 2002). Первая часть фильма представлена как репортаж группы французских документалистов, которая в 1981 году записала в гватемальской тюрьме интервью с серийным убийцей Аро Толбухиным, венгром по происхождению. Его приговаривает к смертной казни за удивительные по жестокости преступления — он обливал бензином, а затем поджигал пациентов больницы. В тюрьме Толбухин признается ещё и в том, что во время пребывания в Гватемале он преследовал и заживо сжигал беременных индианок в окрестных деревнях. Согласно сюжету фильма, другая, уже испанская, съёмочная группа находит эту плёнку в 1997 году и проводит собственное журналистское расследование, пытаясь установить, что же привело Толбухина к такому печальному концу. Действие второй части фильма происходит в венгерской деревеньке, на родине Аро Толбухина. Съёмочная группа находит в деревне старуху, бывшую няню убийцы. После нескольких разнообразных событий выясняется, что родная сестра Толбухина была его любовницей и ждала от него ребёнка. Однако во время деревенского праздника её платье вспыхнуло от свечи, девушка получила тяжёлые ожоги и умерла. Этим и объясняется фиксация Толбухина на сжигании беременных женщин.
Важным событием для Агусти Вильяронги стала также работа над клипом для французской певицы Милен Фармер на песню «Fuck them all». Клип наполнен потусторонней символикой, самые запоминающиеся кадры связаны с концептуальной выставкой Марциала Лайтера «Пугала».
В 2010 году режиссёр снял очередной полнометражный фильм под названием «Чёрный хлеб», принёсший авторам почти 30 наград ведущих кинематографических конкурсов мира.

## Избранная фильмография
- 1987 — В стеклянной клетке / Tras el cristal
- 1989 — Лунный ребёнок / El niño de la luna
- 2000 — Море / El mar
- 2002 — Аро Толбухин. В голове убийцы / Aro Tolbukhin. En la mente del asesino
- 2005 — / Fuck them all
- 2010 — Чёрный хлеб / Pa negre
- 2015 — Король Гаваны / El rey de La Habana
- 2017 — Неопределённая слава
- 2019 — Свистуны / La Gomera
- 2021 — Чрево моря / El vientre del mar